# Akka Mahadevi
Akka Mahadevi (ಅಕ್ಕ ಮಹಾದೇವಿ) (1130 - 1160) foi uma mulher de proeminência e uma poeta canaresa do movimento Veerashaiva Bhakti do século XII de Karnataka. Suas Vachanas, são consideradas uma forma de poesia didática e sua maior contribuição para a literatura canaresa Bhakti. A obra apresenta cerca de 430 Vachanas, o que é um pouco menos daquilo que outros santos produziram à época. O termo 'Akka' (irmã mais velha) que foi um título honorífico a ela concedido pelos santos  Veerashaiva como Basavanna, Chenna Basavanna, Kinnari Bommayya, Siddharama, Allamaprabhu e Dasimayya demonstra que ela produziu contribuições relevantes para a literatura canaresa e para a história de Karnataka. Costuma-se dizer que ela aceitou o deus Xiva ('Chenna Mallikarjuna') como seu marido místico (tal como séculos mais tarde Meera, uma santa do século XVI, considerou-se casada com Críxena).